# 춘향전 (1971년 영화)
춘향전은 1971년 공개된 대한민국의 영화이다.

## 배역
- 신성일 : 이몽룡 역
- 문희 : 성춘향 역